# Уитмор, Сэмюэл
Сэмюэл Уитмор (англ. Samuel Whittemore; 27 июля 1696 — 2 февраля 1793) — американский фермер и солдат, участвовавший в войне за независимость Соединённых Штатов от Великобритании. На момент начала боевых действий ему было 78 лет, что позволяет его считать самым пожилым участником войны за независимость на стороне Тринадцати колоний. Славу Уитмор обрёл в ходе сражений при Лексингтоне и Конкорде, когда в одиночку убил трёх британских солдат, затем получил пулю в лицо и был истерзан британскими штыками: несмотря на полученные 14 разных ранений, он не только выжил, но и полностью оправился.

## Биография

### Служба в армии и деятельность в Массачусетсе
Сэмюэл Уитмор родился 27 июля 1696 года в городе Чарльзтаун (нынешний район Бостона) в семье Сэмюэла Уитмора-старшего и Ханны Рикс, жителей Чарльзтауна. Он был вторым ребёнком в семье. Служил в британских колониальных войсках в 3-м Массачусеттском полку полковника Джеремайи Моултона (англ. Col. Jeremiah Moulton's Third Massachusetts Regiment), участвовал в его составе в войне короля Георга, в 1745 году участвовал в сражении за крепость Луисбург.
Позже Уитмор проживал в местечке Менотоми (англ. Menotomy, ныне в составе Арлингтона). Некоторые источники утверждают, что он участвовал в войне против Франции в Северной Америке, отличившись снова под Луисбургом, и возглавлял экспедицию против войск вождя Понтиака в 1763 году. Документальных свидетельств этому не приводится, хотя источники XIX века упоминают, что Уитмор имел звание капитана драгунов: в частности, Бенджамин и Уильям Каттер писали, что Уитмор был «крупным человеком атлетического телосложения». Вне боевых действий Уитмор работал чиновником в местных органах управления, занимая в том числе посты сборщика налогов и куратора в Кембридже, а также заместителя шерифа графства Мидлсекс.

### Война за независимость США
19 апреля 1775 года Сэм Уитмор стал одним из участников серии боёв при Лексингтоне и Конкорде — первых сражений войны за независимость США, в ходе которых американцы нанесли первые поражения британцам. В тот день, согласно очерку Сэмюэла Эббота Смита от 1864 года, супруга Уитмора заметила, что тот смазывал мушкет и пистолеты и затачивал клинок: на вопросы жены он сказал, что собирается в город. Бенджамин и Уильям Каттер писали, что дети пытались отговорить отца идти в бой, убеждая, что его убьют, однако он был непреклонен. Его потомки упоминали фразу, которую произнёс Уитмор: «Если я могу послужить для того, чтобы убить одного из врагов моей родины, то я смогу умереть с миром!» (англ. If I can only be the instrument of killing one of my country's foes, I shall die in peace!).
Находясь в поле, Сэмюэл Уитмор заметил приближающиеся британские части под командованием герцога Перси, которые должны были прикрыть отход отступающих британских солдат. Уитмор взял свой мушкет и спрятался за каменной оградой, готовясь к засаде. Выстрелом из мушкета он убил гренадёра из 47-го пехотного полка. Затем он выхватил дуэльные пистолеты и сделал из каждого по выстрелу, убив второго солдата и смертельно ранив третьего. К тому моменту британцы подобрались к нему достаточно близко, и он выхватил саблю, вступив в рукопашный бой с противниками. Однако британцы тут же выстрелили Уитмору в лицо и затем стали добивать его штыками, бросив умирать в луже крови.
Раненого Уитмора отыскали колонисты примерно через 4 часа: его голова была окровавлена, шляпа и одежда разорваны в нескольких местах. Артур Туртеллот писал, что многие бойцы, которых тогда британцы бросили умирать, показали невероятную волю к жизни и стремление выжить даже после таких ранений. Они отправили раненого к доктору Коттону Тафтсу из Медфорда. Несмотря на полученные многочисленные ранения, Уитмор выжил и сумел восстановиться. Однако историки расходятся в том, как быстро Уитмор восстановился: одни представители семьи Уитморов в своей генеалогии утверждали, что их предок уже спустя 4 часа пришёл в себя, другие же писали, что Сэмюэл Уитмор начал узнавать своих родных только спустя пару недель.

### После войны
Уитмор дожил до окончательной победы колонистов и признания независимости Штатов. До конца своих дней он говорил, что не жалел о своём поступке, совершённом в начале войны за независимость. Он умер от естественных причин 2 февраля 1793 года в Кембридже (штат Массачусетс) в возрасте 96 лет.

## Семья

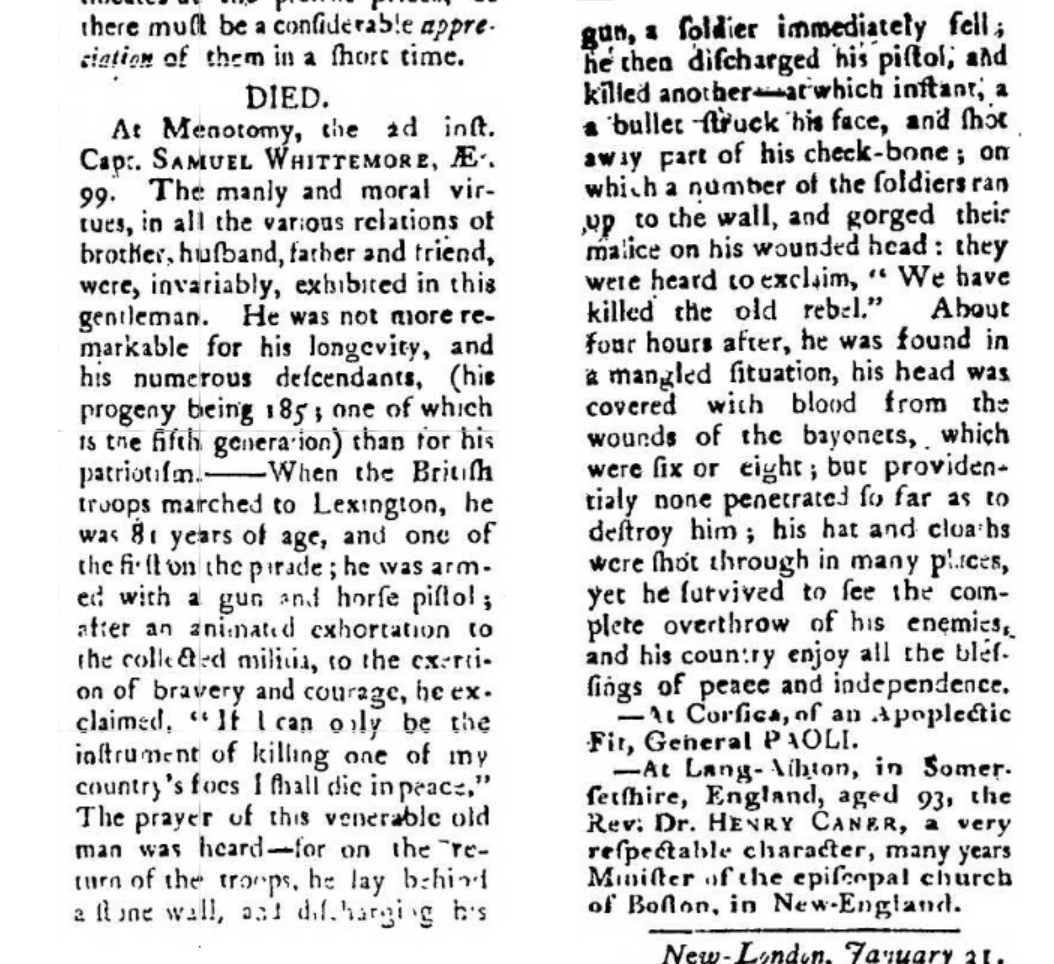
Некролог по случаю смерти Сэмюэла Уитмора. Газета Essex Journal And New Hampshire Packet, выпуск 13 февраля 1793 года

Супруга — Элизабет Спринг (2 апреля 1702 — 5 июня 1764). В браке родились дети:
- Сэмюэл Уитмор (19 января 1722 — 5 марта 1800), лейтенант.
- Элизабет Уитмор (29 февраля 1724 — 29 декабря 1770). Согласно Историческому и генеалогическому реестру Новой Англии, Уитмор родила 37 детей, однако только последний ребёнок пережил её саму: все остальные умерли в детстве.
- Сара Уитмор (12 марта 1726 — 13 мая 1777)
- Ханна Уитмор (15 ноября 1727 — 22 января 1728)
- Томас Уитмор (29 октября 1729 — 5 октября 1799)
- Сюзанна Уитмор (22 марта 1731 — 5 апреля 1752)
- Уильям Уитмор (род. раньше 29 октября 1732)
- Кэтрин Уитмор (род. раньше 23 марта 1735, ум. 25 декабря 1790)
- Ханна Уитмор (2 апреля 1737 — 8 октября 1775)
- Мэри Уиттмор (род. 6 мая 1741)

Второй супругой Сэмюэла Уитмора была некто Эстер.

## Память
- В городе Арлингтон на северо-восточном углу пересечения Массачусетс-Авеню и Мистик-стрит, недалеко от Уитмор-Парк установлен памятник с надписью, увековечивающей подвиг Уитмора[d]:

Недалеко от этого места Сэмюэл Уитмор в возрасте 80 лет убил трёх британских солдат 19 апреля 1775 года. Его ранили, кололи штыком, избили и бросили умирать, но он оправился и прожил до 98 лет.
Оригинальный текст (англ.)Near this spot, Samuel Whittemore, then 80 years old, killed three British soldiers, April 19, 1775. He was shot, bayoneted, beaten and left for dead, but recovered and lived to be 98 years of age.

- В 2005 году сенатор штата Массачусетс[англ.] Роберт Хэверн III[англ.] предложил признать Уитмора официальным героем и покровителем штата Массачусетс, а также ежегодно отмечать 3 февраля как день его памяти[5][e].
- Одна из картин художника-баталиста Дона Трояни (англ. Don Troiani) носит название «Старик Сэм Уитмор. 19 апреля 1775 года» (англ. Old Sam Whittemore, April 19th, 1775)[12].

## Комментарии
1. ↑  В издании Columbian Centinel указано местечко Менотоми в качестве места смерти[1]
2. ↑  В некрологе газеты Columbian Centinel от 6 февраля 1793 года утверждается, что в момент, когда Уитмор сделал свой третий выстрел, пуля пробила ему скулу. Британцы, по одним данным, нанесли ему от 6 до 8 ударов штыками, по другим — 13 ударов[1]. С учётом пулевого ранения общее число ранений могло достигать 14[2].
3. ↑  Некоторые источники указывают день 3 февраля в качестве дня смерти[1].
4. ↑  Данные о его годах жизни приведены неверно: указано, что Уитмору было 80 лет на момент сражения (а не 78) и что он прожил 98 лет (а не 96). В некрологе, опубликованном в выпуске газеты Columbian Centinel от 6 февраля 1793 года, тоже были указаны неверные данные о возрасте Уитмора на момент сражения у Лексингтона и Конкорда (81 год, а не 77 полных лет) и 99 прожитых лет жизни (вместо 98)[1].
5. ↑  По традиции, днём памяти становится день, следующий за днём смерти увековечиваемого человека